# Schlosskapelle Mariä Himmelfahrt (Hirschbrunn)

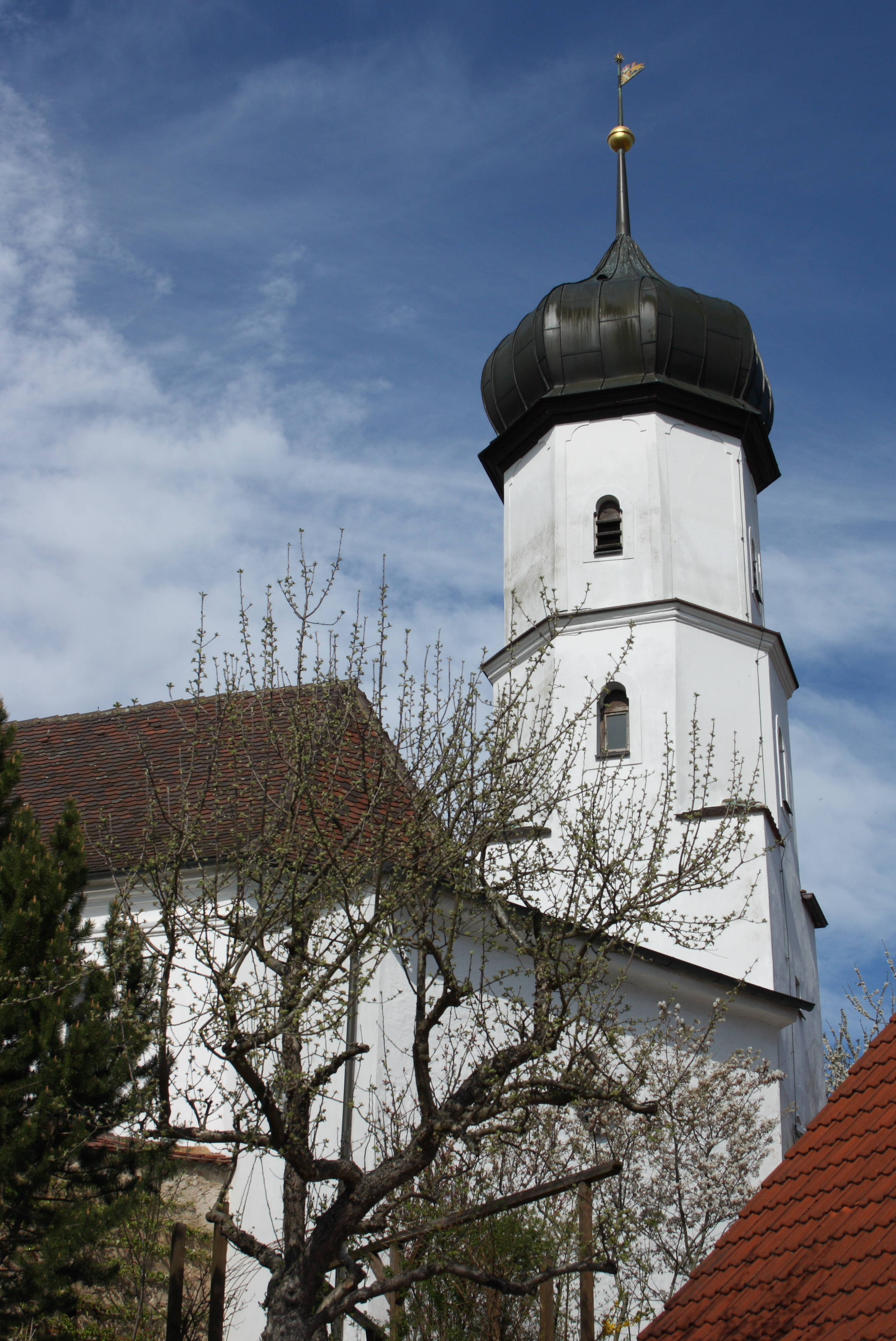
Schlosskapelle Mariä Himmelfahrt

Die Schlosskapelle Mariä Himmelfahrt in Hirschbrunn, einem Ortsteil von Auhausen im Landkreis Donau-Ries (Bayern), wurde 1692 errichtet. Die der Mariä Himmelfahrt geweihte Kapelle ist ein geschütztes Baudenkmal.

## Geschichte
1692 ließ Graf Franz Albrecht von Oettingen-Spielberg an der Südostseite des Jagdschlosses Hirschbrunn eine Kapelle errichten, die vor der 300-Jahr-Feier im Jahr 1992 umfassend renoviert wurde. Die Patronatsloge im Gotteshaus ist vom Schloss über einen Verbindungsgang zugänglich.

## Architektur
Der Chor im Untergeschoss des Turmes besitzt ein Tonnengewölbe. Fenster und Chorbogen sind rundbogig. Das Kirchenschiff besitzt eine flache Decke und eine Empore im Westen. Die rundbogigen Fenster sind unten eingezogen.
Das Untergeschoss des Turmes ist rechteckig und darüber befinden sich zwei polygonale Obergeschosse, die durch profiliertes Gesims getrennt sind. Der Turm wird von einer Zwiebelhaube bekrönt.

## Ausstattung
Der barocke Altar von 1775, mit einem Marienbild von Ludwig Mayle aus dem Jahr 1838, besitzt Figuren des hl. Georg und Johannes des Täufers. Die Kanzel stammt aus der Zeit um 1720.

## Orgel
1943 wurde eine Steinmeyer-Orgel mit 14 Registern eingebaut.

## Glocken
Im Turm hängen drei Glocken mit den Tönen des Te-Deum-Motivs G-B-C.